# Jiří Lobkowicz
Jiří Jan Lobkowicz est un homme politique tchèque né le 23 avril 1956 à Zurich en Suisse. Il est président du parti du Chemin du changement.